# Базаров, Евгений Николаевич
Евгений Николаевич Базаров (03.01.1934 — 14.07.2009) — российский учёный в области радиофизики и электроники, доктор физико-математических наук, профессор, лауреат Государственной премии СССР.
Родился 3 января 1934 года в поселке Великодворье Владимирской области. Через несколько лет переехал с родителями в поселок Кривандино Московской области.
Окончил МФТИ (1951—1957) и его аспирантуру (1960), в том же году защитил кандидатскую диссертацию на тему «Резонанс n-го рода и режим синхронизации на n-м обертоне на отражательном клистроне».
С 1960 г. работал в ИРЭ АН СССР (ИРЭ РАН им. В. А. Котельникова), с 1962 г. заведующий лабораторией квантовой электроники, с 1986 г. − заведующий отделом, с 1993 по 1999 г. заместитель директора по научной работе, с 1999 г. главный научный сотрудник.
Научные достижения:
- участвовал в разработке теории сдвигов частоты эталонного СВЧ перехода между подуровнями основного состояния атомов щелочных металлов при оптической накачке; предложил способ уменьшения этих сдвигов в пассивных квантовых стандартах частоты с оптической накачкой;
- разработал рубидиевый квантовый генератор с оптической накачкой;
- предложил и исследовал новый нелинейный поглотитель для стабилизации частоты лазера на углекислом газе;
- на основе его работ и с его участием разработан ряд квантовых стандартов частоты с оптической накачкой.

В 1972 г. защитил докторскую диссертацию:
- Квантовые стандарты частоты с оптической накачкой : диссертация … доктора физико-математических наук : 01.00.00. — Москва, 1971. — 397 с. : ил.

В 1975 г. возглавил новое направление исследований в области волоконно-оптических датчиков параметров движения.
За работы в области квантовых стандартов частоты в составе авторского коллектива удостоен в 1977 г. Государственной премии СССР в области науки и техники.
С 2000 по 2009 г. заместитель руководителя НТО «ИРЭ Полюс» по научной работе и административным вопросам.
Доцент (1969), профессор (1973). С 1957 по 2005 г. преподавал в МФТИ, с 1988 г. − и в Московском лесотехническом институте (МЛТИ), с 1961 г. читал курс «Теория колебаний».
Автор (соавтор) около 150 научных работ.
Список публикаций http://www.mathnet.ru/rus/person86567
Сочинения:
- Теоретические основы волоконно-оптической техники : учеб. пособие для студентов специальностей 190900 и 220100 / Е. Н. Базаров, В. Д. Бурков, А. Д. Шатров; М-во образования Рос. Федерации, гос. образоват. учреждение высш. проф. образования, Моск. гос. ун-т леса. — М. : Изд-во Моск. гос. ун-та леса (МГУЛ), 2004. — 131 с. : ил.; 21 см.
- Электродинамика волоконно-оптических световодов : монография / Е. Н. Базаров, В. Д. Бурков, А. Д. Шатров; М-во образования Рос. Федерации, Гос. образоват. учреждение высш. проф. образования Моск. гос. ун-т леса. — М. : Изд-во Моск. гос. ун-та леса (МГУЛ), 2004 (Изд-во Моск. гос. ун-та леса). — 147 с. : ил.; 21 см.

Заслуженный деятель науки РФ (1997).
В 1984 и 1990 годах коллективом института выдвигался в члены-корреспонденты АН СССР (отделение общей физики и астрономии), но не был избран.